# Johann Heinrich Justus Köppen

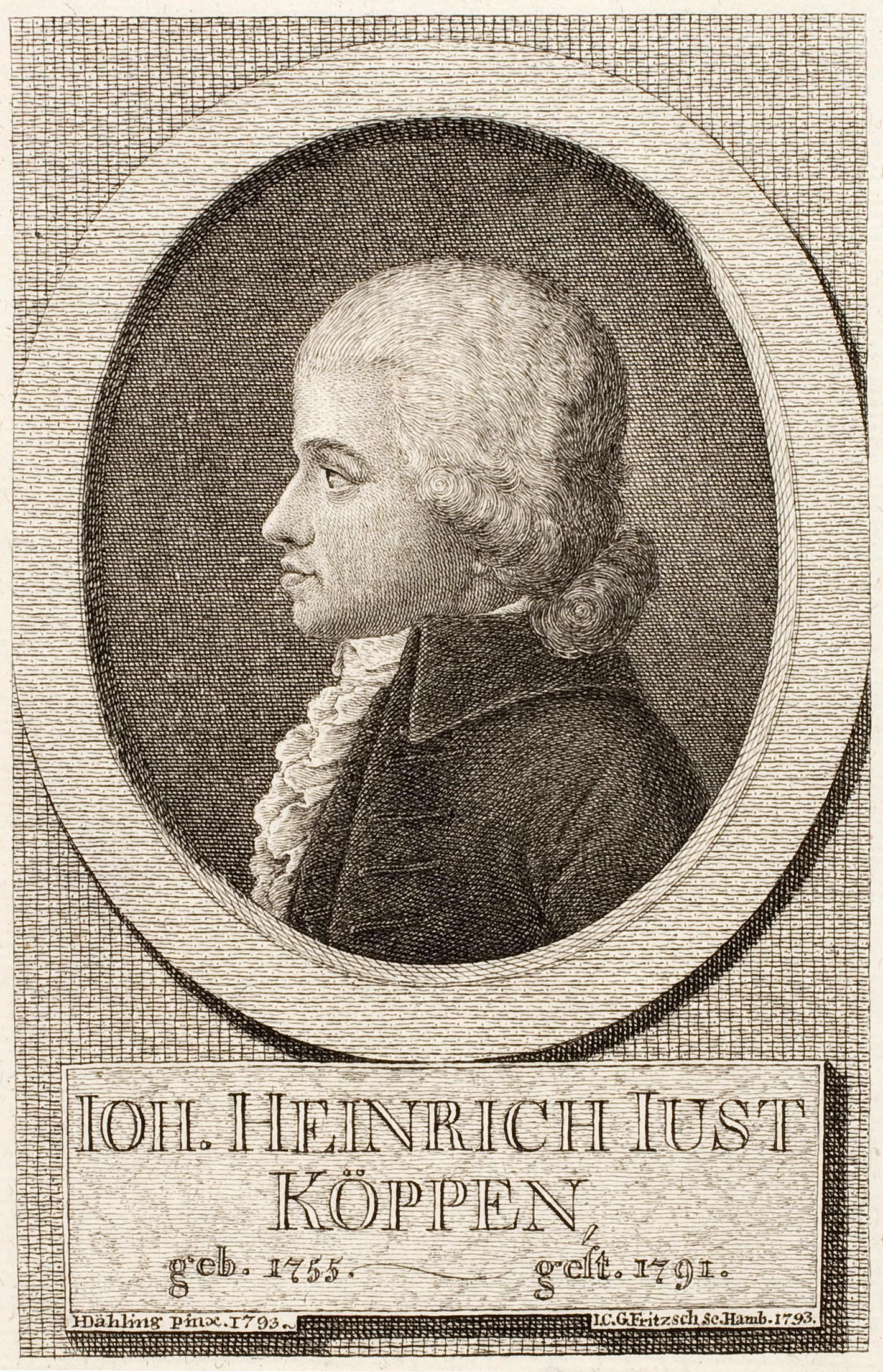
„IOH. HEINRICH IUST KÖPPEN“, calcografia Johann Christian Gottfried Fritzsch, Heinrich Anton Dähling, 1793

Johann Heinrich Justus Köppen (Hannover, 15 novembre 1755 – 9 novembre 1791) è stato un filologo tedesco.

## Biografia
Studiò filologia all'Università di Gottinga, dove fu allievo di Christian Gottlob Heyne (1729-1812). Dal 1779 servì come istruttore aggiunto al Pädagogium di Ilfeld, diventando poi direttore del ginnasio a Hildesheim nel 1783. Nel settembre 1791 iniziò a insegnare al Liceo di Hannover, ma lasciò presto il liceo per malattia.
Köppen fu l'autore di "Erklärende Anmerkungen zu Homers Ilias" (Note esplicative sull'Iliade di Omero) e "Über Homers Leben und Gesänge" (la vita e le canzoni di Omero). Dopo la sua morte entrambe le opere furono edite e ampliate da Friedrich Ernst Ruhkopf (1760-1821).